# Cymbilaimus lineatus
El batará lineado (en Colombia, Costa Rica, Nicaragua y Perú) (Cymbilaimus lineatus), también denominado hormiguero lineado (en Honduras), batará capirotado (en Colombia), hormiguerote barreteado (en Venezuela), botará lineado (en Costa Rica) o batará franjeado, es una especie de ave paseriforme, una de las dos del género Cymbilaimus de la familia Thamnophilidae. Es nativo de Centro y Sudamérica.

## Distribución y hábitat
Se encuentra en Bolivia, Brasil, Colombia, Costa Rica, Ecuador, la Guayana francesa, Guyana, Honduras, Nicaragua, Panamá, Perú, Surinam y Venezuela.
Es ampliamente diseminado y bastante común en sus hábitats naturales que son las selvas húmedas tropicales en enmarañados densos en bordes y clareras, hasta alrededor de los 1000 m de altitud.

## Descripción
En promedio mide 18 cm de longitud y pesa 41 g. El macho presenta coronilla y nuca negras, dorso negro con múltiples barras blancas angostas y pecho y vientre con barreteado delgado blanco y negro. En la hembra la coronilla es de color castaño rufo y el dorso es negro con barras color ante; el barreteado del vientre es ante claro y negro. El pico es negro en la parte superior y gris azulado en la inferior. las patas sn de color gris azulado.

## Reproducción
Se mantiene en parejas durante todo el año. Se reproducen de abril a junio. Construye entre el follaje un nido en forma de cuenco, adherido por el borde a una horqueta horizontal, a una altura de 2 a 7,5 m.
La hembra pone 2 huevos de color crema, con manchas de color marrón y lila claro.

## Sistemática

### Descripción original
La especie C. lineatus fue descrita por primera vez por el naturalista británico William Elford Leach en 1814 bajo el nombre científico Lanius lineatus; localidad tipo «Berbice = New Amsterdam, Guyana».

### Taxonomía
Anteriormente fue tratada como conespecífica con Cymbilaimus sanctaemariae, pero ésta es simpátrica en casi toda su zona. La subespecie intermedius parece ser de plumaje indistinguible de fasciatus; adicionalmente, la subespecie descrita brangeri parece ser indistinguible y se encuentra dentro de la zona geográfica de fasciatus, y, por lo tanto, es considerada inválida.

### Subespecies
Según la clasificación del Congreso Ornitológico Internacional (IOC) (Versión 7.1, 2017) y Clements Checklist v.2016,  se reconocen 3 subespecies, con su correspondiente distribución geográfica:
- Cymbilaimus lineatus fasciatus Ridgway, 1884 – extremo sureste de Honduras (El Paraíso), pendiente caribeña en Nicaragua y Costa Rica, ambas pendientes en Panamá]] (en la del Pacífico localmente Chiriquí hasta Coclé y en el este), oeste y norte de Colombia (all sur en el Valle del Magdalena hasta Caldas), noroeste de Venezuela (ambas pendientes de los Andes hacia el este hasta Mérida y Barinas) y noroeste de Ecuador (Esmeraldas, norte de Los Ríos).
- Cymbilaimus lineatus intermedius Hartert & Goodson, 1917 – sur de Venezuela (oeste de Bolívar, Amazonas), sur de Colombia (al sur desde Meta y Guainía), este de Ecuador, este de Perú, noroeste y sur de la Amazonia brasileña (hacia el este hasta los ríos Branco y Negro y, al sur del Amazonas, hacia el este hasta el Tocantins y hacia el sur hasta Acre, Rondônia y Mato Grosso) y noroeste y extremo este de Bolivia (Pando, La Paz, este de Santa Cruz).
- Cymbilaimus lineatus lineatus (Leach, 1814) – este de Venezuela (este de Bolívar) hacia el este hasta la Guayana francesa y al sur hasta el noreste de la Amazonia brasileña (al norte del Amazonas y al este de los ríos Branco y Negro en Amazonas, Pará y Amapá).